# Al-Jarushiya
Al-Jarushiya, en arabe : الجاروشية, est un village du gouvernorat de Tulkarem en Palestine, au nord-ouest de la Cisjordanie. Il est situé à 6 kilomètres au nord de Tulkarem. Selon le recensement du Bureau central palestinien des statistiques, la localité compte une population de 1 183 habitants en 2017.